# Bataille de Kolin
Guerre de Sept Ans
Batailles
- Minorque (navale) (1756)
- Pirna (1756)
- Lobositz (1756)
- Reichenberg (1757)
- Prague (1757)
- Kolin (1757)
- Hastenbeck (1757)
- Gross-Jägersdorf (1757)
- Moys (1757)
- Rochefort (1757)
- Rossbach (1757)
- Breslau (1757)
- Leuthen (1757)
- Carthagène (navale) (1758)
- Olomouc (1758)
- Saint-Malo (1758)
- Rheinberg (1758)
- Krefeld (1758)
- Domstadl (1758)
- Cherbourg (1758)
- Zorndorf (1758)
- Saint-Cast (1758)
- Tornow (1758)
- Lutzelberg (1758)
- Hochkirch (1758)
- Bergen (1759)
- Kay (1759)
- Minden (1759)
- Kunersdorf (1759)
- Neuwarp (navale) (1759)
- Hoyerswerda (1759)
- Baie de Quiberon (navale) (1759)
- Maxen (1759)
- Meissen (1759)
- Glatz (1760)
- Landshut (1760)
- Corbach (1760)
- Emsdorf (1760)
- Dresde (1760)
- Warburg (1760)
- Liegnitz (1760)
- Rhadern (1760)
- Berlin (1760)
- Kloster Kampen (1760)
- Torgau (1760)
- Belle-Île (1761)
- Langensalza (1761)
- Cassel (1761)
- Grünberg (1761)
- Villinghausen (1761)
- Ölper (1761)
- Kolberg (1761)
- Wilhelmsthal (1762)
- Burkersdorf (1762)
- Lutterberg (1762)
- Reichenbach (1762)
- Almeida (1762)
- Valencia de Alcántara (1762)
- Nauheim (1762)
- Vila Velha de Ródão (1762)
- Cassel (1762)
- Freiberg (1762)

- Jumonville Glen (1754)
- Fort Necessity (1754)
- Fort Beauséjour (1755)
- 8 juin 1755
- Monongahela (1755)
- Petitcoudiac (1755)
- Lac George (1755)
- Fort Bull (1756)
- Fort Oswego (1756)
- Kittanning (1756)
- En raquettes (1757)
- Pointe du Jour du Sabbat (1757)
- Fort William Henry (1757)
- German Flatts (1757)
- Lac Saint-Sacrement (1758)
- Louisbourg (1758)
- Le Cran (1758)
- Fort Carillon (1758)
- Fort Frontenac (1758)
- Fort Duquesne (1758)
- Fort Ligonier (1758)
- Québec (1759)
- Fort Niagara (1759)
- Beauport (1759)
- Plaines d'Abraham (1759)
- Sainte-Foy (1760)
- Neuville (1760)
- Ristigouche (navale) (1760)
- Mille-Îles (1760)
- Signal Hill (1762)

- Cap-Français (1757)
- Martinique (1759)
- Guadeloupe (1759)
- Dominique (1761)
- Martinique (1762)
- Cuba (1762)

- Chandernagor (1757)
- Plassey (1757)
- Gondelour (1758)
- Négapatam (navale) (1758)
- Condore (1758)
- Madras (1758)
- Pondichéry (navale) (1759)
- Masulipatam (1759)
- Chinsurah (1758)
- Wandiwash (1760)
- Pondichéry (1760-1761)
- Manille (1762)

- Saint-Louis (1758)
- Gorée (1758)
- Gambie

La bataille de Kolin est une bataille de la guerre de Sept Ans, qui s'est déroulée à Kolín (environ 50 kilomètres à l'est de Prague), le 18 juin 1757. Les Autrichiens, commandés par Leopold Joseph von Daun, y infligèrent une grave défaite à Frédéric II de Prusse.

## Histoire
Les Prussiens ont vaincu les Autrichiens lors de la bataille de Prague et assiègent désormais cette ville. Le maréchal Daun est arrivé trop tard pour participer à cette bataille mais il a, en plus de son armée, rassemblé 16 000 hommes rescapés de la défaite autrichienne. Il avance prudemment pour délivrer Prague du siège et Frédéric II prend 32 000 hommes avec lui pour l'intercepter. Sachant que les Prussiens n'ont pas assez d'hommes pour assiéger Prague et tenir son armée éloignée de la ville, Daun prend des positions défensives sur des collines près de Kolin.
Frédéric II est alors forcé d'attaquer les Autrichiens. Son plan est d'envelopper l'aile droite autrichienne avec le plus gros de son armée, et il laisse juste assez de troupes le long des autres lignes ennemies pour cacher la concentration de son armée sur sa gauche. Mais les Prussiens déclenchent leur assaut trop tôt et attaquent les positions autrichiennes frontalement au lieu de les contourner. L'infanterie croate des Autrichiens joue un rôle important dans cet assaut trop hâtif en harcelant continuellement l'infanterie prussienne, provoquant ainsi son attaque prématurée.
Les colonnes prussiennes désunies se lancent maladroitement dans une série d'attaques non coordonnées et la cavalerie saxonne du général Nostitz décime l'infanterie prussienne. Dans l'après-midi, après cinq heures de combat, les Autrichiens repoussent définitivement les Prussiens et lancent la contre-attaque. Les cuirassiers prussiens de Friedrich Wilhelm von Seydlitz se lancent alors dans une série de charges pour couvrir la retraite de leur armée, évitant que la défaite ne se transforme en déroute.
Cette première défaite prussienne de la guerre force Frédéric II à lever le siège de Prague et à se retirer sur Litoměřice. Les Autrichiens, désormais renforcés par les 48 000 hommes qui se trouvaient dans Prague, le poursuivent et surprennent les forces d'Auguste-Guillaume de Prusse (1722-1758) qui s'étaient repliées sur Zittau, leur infligeant un sévère échec. Frédéric II est alors forcé d'abandonner la Bohême.
À la bataille de Kolin, le régiment wallon qui était du côté des vainqueurs, avait comme devise « Qui s'y frotte, s'y pique ». Leur étendard représentait une feuille de houx.